# Kataxenna Kova
Kataxenna Kova (Enfield, Gran Londres; 14 de febrero de 1985) es una modelo fetichista y de glamour británica, conocida por sus modelos, posados y sesiones de látex, glamour y de pin-up. Fue nominada para ser parte del "Top 10 Modern Fetish models" del portal web AskMen.com en 2009, siendo la única participante británica.

## Primeros años
Nació como Katarzyna Kamillia Kova en la ciudad de Enfield, dentro del cinturón norte del Gran Londres, y se crio en el barrio de Southgate. Es de ascendencia rusa, italiana y polaca. Fue reconocida por sus curvas atléticas tonificadas y su cintura pequeña durante su adolescencia, lo que la llevó a trabajar como modelo fitness.

## Carrera
Su modelaje como pin-up ha tenido un estilo moderno-vintage, mezclando dejes de glamour estilo Playboy y fetiche Dark Vixen. Tenía senos naturales hasta 2006, cuando se intervinó para aumentar su copa. Ha modelado para compañías como House of Harlot, Lady Lucie Latex, Libidex o FairyGothMother, en el club londinense de BDSM Torture Garden o para revistas como Loaded, Deisoulle, Playboy Europe, Metal Hammer o Classic Rock, entre otras. También ha modelado para la compañía estadounidense Action Girls, que ayudó a popularizar modelos notables como la checa Veronika Zemanová. Fue la página central en el calendario 2010 "Maidens of Metal" de la revista Metal Hammer. En julio de 2015 fue portada de la revista Femme Rebelle.
También ha participado en producciones como actriz, protagonizando en 2006 su primer papel principal en la película de terror FrightWorld.